# Castelferrus
Castelferrus – miejscowość i gmina we Francji, w regionie Oksytania, w departamencie Tarn i Garonna.
Według danych na rok 1990 gminę zamieszkiwało 347 osób, a gęstość zaludnienia wynosiła 41 osób/km² (wśród 3020 gmin regionu Midi-Pireneje Castelferrus plasuje się na 723. miejscu pod względem liczby ludności, natomiast pod względem powierzchni na miejscu 1209.).